# Urdués
Urdués ist ein spanischer Ort in den Pyrenäen in der Provinz Huesca der Autonomen Gemeinschaft Aragonien. Urdués ist seit 1971 ein Ortsteil der neu gebildeten Gemeinde Valle de Hecho. Das Dorf liegt auf 884 Meter Höhe.

## Geschichte
Der Ort wurde im Jahr 867 erstmals urkundlich erwähnt.

## Sehenswürdigkeiten
- Pfarrkirche Sant Martín, im Kern romanisch